# Производная Римана
Производная Римана, производная Шварца или вторая симметрическая производная, функции {\displaystyle f(x)} в точке {\displaystyle x_{0}} — предел
{\displaystyle D^{2}f=\lim _{\varepsilon \to 0}{\frac {f(x_{0}-\varepsilon )-2f(x_{0})+f(x_{0}+\varepsilon )}{\varepsilon ^{2}}}.}
Введена Риманом в 1854, производная Римана получила широкое применение в теории представления функций тригонометрическими рядами; в частности, в связи с методом суммирования Римана.

## Связанные определения
Верхний и нижний пределы
{\displaystyle {\frac {f(x_{0}-\varepsilon )-2f(x_{0})+f(x_{0}+\varepsilon )}{\varepsilon ^{2}}}}
при {\displaystyle \varepsilon \to 0} называются соответственно верхней {\displaystyle {\bar {D}}^{2}f(x_{0})} и нижней {\displaystyle {\underline {D}}_{2}f(x_{0})} производной Римана.

## Свойства
- Если в точке {\displaystyle x_{0}} существует 2-я  производная {\displaystyle f''(x_{0}}), то существует производная Римана и {\displaystyle D^{2}f(x_{0})=f''(x_{0})}.
  - Обратное неверно.